# José Pedroso de Albuquerque
José Pedroso de Albuquerque (Rio Pardo, 31 de março de 1804 —  ) foi um político brasileiro.
Filho do sargento-mor paulista  João Pedroso de Albuquerque e Maria Benedita de Camargo (irmã de Olivério José Ortiz), casou com a Maria Josefa Ortiz, filha de Olivério José Ortiz.
Foi eleito deputado na Assembleia Constituinte e Legislativa Farroupilha, em 1842.
Foi ministro da justiça da República Rio-Grandense, Em setembro de 1843, tentou na primeira tentativa de acordo farroupilha, junto com Severino Antônio da Silveira, negociar a paz com os monarquistas sem sucesso.